# Erupción del Eyjafjallajökull de 2010
Una serie de importantes eventos volcánicos ocurrieron en el glaciar Eyjafjallajökull en Islandia en 2010 a causa del volcán Eyjafjallajökull. La actividad sísmica se inició a finales de 2009, y dio lugar a una erupción volcánica el 20 de marzo de 2010. Una erupción el 14 de abril de 2010 arrojó ceniza volcánica varios kilómetros en la atmósfera, lo que llevó al cierre del espacio aéreo del 14 al 20 de abril sobre la mayor parte del norte de Europa a partir del 15 de abril, afectando aproximadamente a 10 millones de pasajeros.

## Primera erupción
Se cree que la erupción comenzó el 20 de marzo de 2010, a unos 8 kilómetros al este del cráter del volcán, en la región de Fimmvörðuháls, donde es muy popular la práctica del senderismo. Esta primera erupción no ocurrió en el glaciar y fue menor que la prevista por algunos geólogos. Esto porque desde el 4 de marzo se había detectado una deformación del volcán, que presentaba una tasa de crecimiento de un centímetro diario, fruto del ascenso del magma, que fue acompañada de una serie de sismos. Por esta razón hubo que desalojar a los habitantes más cercanos al glaciar.
La erupción se dio en una fisura volcánica, abierta en el flanco oriental del volcán, a unos 1000 m s. n. m., de entre 300 y 500 metros de largo y orientada en dirección noreste-suroeste. La lava pasó entre las capas de hielo de Eyjafjallajökull y Mýrdalsjökull. Una docena de fuentes de lava, de cientos de metros de alto, brotó por la fisura. La erupción fue de tipo hawaiano con un índice de explosividad volcánica de 1. Estas fuentes de lava estuvieron acompañadas de un penacho volcánico de menos de un kilómetro de altura, que fue empujado por los vientos hacia el oeste y tuvo un impacto de tefra muy bajo. Estos fenómenos volcánicos fueron observados desde el aire por la mañana y la alta temperatura de la lava fue detectada por satélites equipados con el sensor MODIS, de modo que las autoridades declararon el estado de emergencia en el sur de Islandia unas horas después del inicio de la erupción, obligando a la evacuación de los habitantes de Fljótshlíð debido al riesgo de inundaciones. Existen temores de la reactivación del volcán Katla, ya que se considera que ambos volcanes han estado relacionados en sus erupciones pasadas.
Durante las primeras horas de la erupción, un pequeño flujo de lava se desplazó al noreste de la garganta a través de Hrunagil, cerca de la zona de riesgo de fusión de la capa de hielo del glaciar y por tanto de inundación de las zonas bajas. El 26 de marzo la lava aumenta y discurre al mismo tiempo por una segunda garganta situada al oeste de la primera, en Hvannárgil. El 31 de marzo por la tarde, se forma una segunda fisura volcánica de unos 300 metros de largo al noroeste de la primera. Las dos fisuras provocaron que grandes cascadas de lava se dirigiesen hacia el valle Þórsmörk en el norte. Desde 5 de abril, se calmó la erupción al perder intensidad los temblores. Sin embargo, al día siguiente, a las 15.00 horas (hora local) se produjo un terremoto de magnitud 3,7 en la escala de Richter, el más fuerte desde el comienzo de los acontecimientos, con su hipocentro localizado a tres kilómetros de profundidad, más cercano a la superficie que la media de los terremotos registrados anteriormente que era de diez kilómetros. El 7 de abril la erupción se detiene por primera vez, aunque sigue emitiendo gases volcánicos. La segunda grieta deja de expulsar lava el 12 de abril, marcando el final de la primera fase eruptiva. La lava ocupaba una superficie de 1,27 kilómetros con un espesor estimado de entre diez y veinte metros, mientras que los cráteres recién formados aumentaron su altura en 82 metros. La lava es basáltica, rica en olivino con un porcentaje de sílice del 47 %.
La primera fase eruptiva se cerró sin causar víctimas o daños, ya que en la zona no había viviendas o infraestructuras. Las medidas preventivas fueron eficaces con la evacuación de unas cincuenta personas que vivían cerca del lugar de la erupción y la prohibición de acceso al lugar de la erupción.

## Segunda erupción

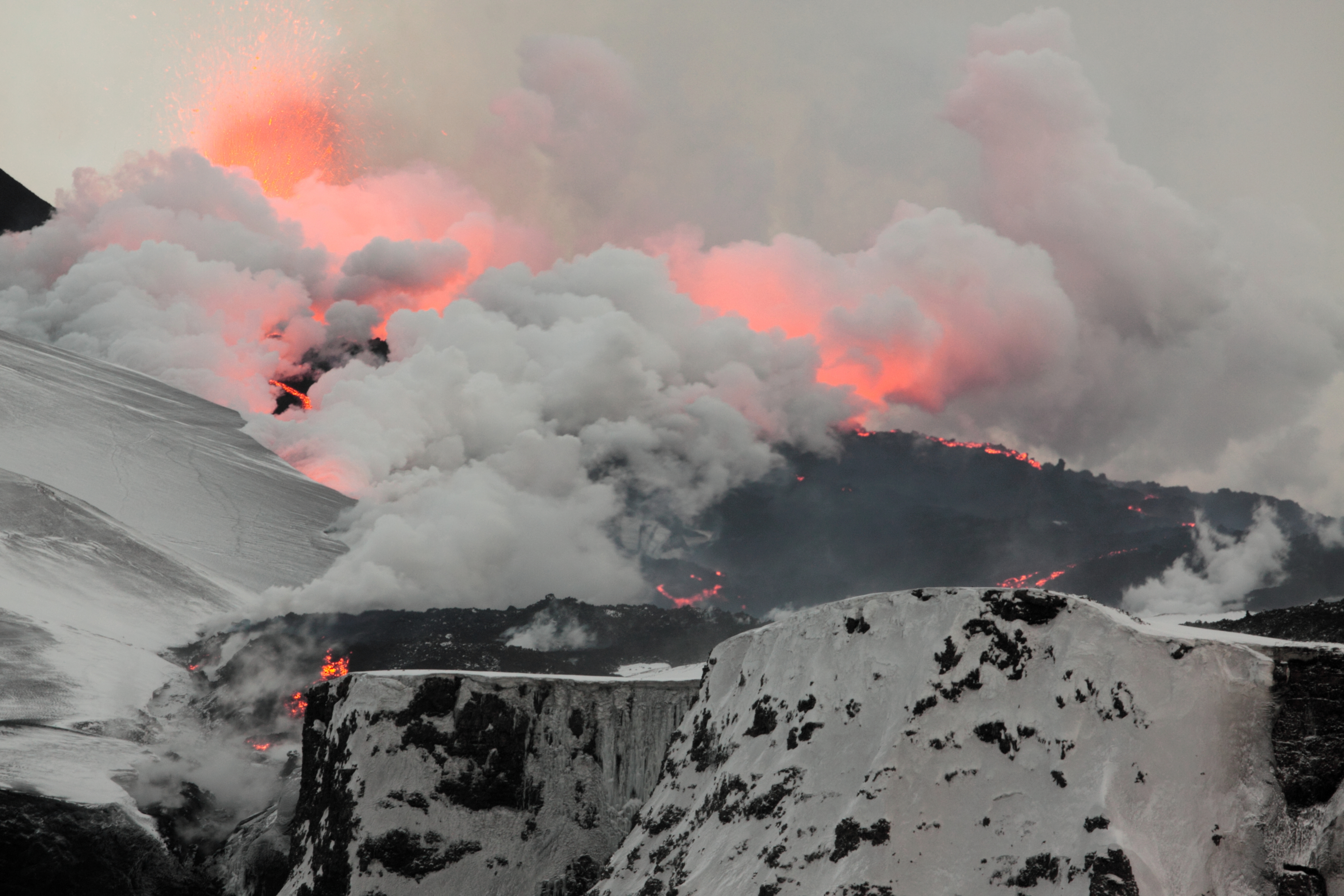
Grandes columnas de vapor de agua se elevan al evaporarse la nieve y el hielo del glaciar.

El 14 de abril de 2010, tras una breve pausa, comenzó una nueva erupción, esta vez en el cráter superior, una erupción subglacial en el centro del glaciar, lo que causó el deshielo de este y las consecuentes inundaciones en los ríos cercanos, provocando la evacuación de más de 800 personas. El río Markarfljót se desbordó y causó daños materiales en la Hringvegur, primera carretera del país, que tuvo que ser cortada en un tramo de 400 metros. Esta erupción fue de naturaleza explosiva, estimándose que fue entre diez y veinte veces superior a la anterior en Fimmvörðuháls. Dado que esta erupción se produjo bajo el hielo del glaciar, la lava expulsada sufrió un rápido enfriamiento, lo que provocó que se formaran pequeños fragmentos de vidrio que ascendieron dentro de la columna de ceniza, por lo que su presencia en las capas altas de la atmósfera es muy peligrosa para los aviones. El día 17 de abril el pronóstico era que la nube continuase extendiéndose por el norte de Europa.
El día 19 de abril, vulcanólogos suecos detectaron que el volcán comenzaba a expulsar una cantidad menor de ceniza, mientras que aumentaba la emisión de lava y vapor, lo que hacía presagiar una situación de calma en la erupción, pero al día siguiente, el Centro de Control del Tráfico Aéreo británico (NATS) detectó que la erupción se había fortalecido originando una nueva nube de ceniza. Por su parte el presidente de Islandia, Ólafur Ragnar Grímsson, instó, en una entrevista a la BBC, a las autoridades mundiales a prepararse para una eventual erupción del volcán Katla, puesto que, según él, la erupción del Eyjafjallajökull es sólo un "pequeño ensayo", y afirma que la erupción del Katla está cada vez más cercana.

Lo que hemos visto hasta ahora es, de hecho, un pequeño ensayo de lo que sucederá -no digo si lo hará, sino cuando- el Katla entre en erupción. (...) Así que creo que es hora de que los gobiernos europeos y autoridades de aerolíneas en toda Europa y del mundo comiencen a planificar la posible erupción del Katla.
Extraido de la entrevista de Ólafur Grímsson a la BBC.

Desde entonces la actividad volcánica fue continuada aunque con menor fuerza que en los días anteriores, por lo que las incidencias causadas por la erupción se redujeron, permaneciendo la situación bajo el control de las autoridades de protección civil.

El Eyjafjallajökull el 17 de abril de 2010.

### Nube de ceniza
Esta segunda erupción arrojó ceniza volcánica a la atmósfera, llegando a una altura de varios kilómetros y extendiéndose por un área de miles de kilómetros cuadrados, causando la interrupción del tráfico aéreo en el noroeste de Europa el 15 de abril de 2010, el cierre de aeropuertos y el espacio aéreo sobre la mayor parte del norte de Europa, así como la cancelación de miles de vuelos. Esta circunstancia afectó a los vuelos procedentes de muchas partes del mundo, al cerrar los aeropuertos de Fráncfort y Ámsterdam, estimándose la cancelación de hasta 17.000 vuelos. No se daba esta circunstancia desde los atentados del 11 de septiembre de 2001. Por todo esto, los servicios de ferrocarriles del norte de Europa se vieron desbordados por la creciente demanda. Mientras tanto, científicos islandeses anunciaban previsiones de intensificación de la erupción y la NASA advirtió que esta erupción podría ser el preludio de una mucho mayor.
El 19 de abril, la OTAN realizó varios vuelos de prueba en distintos puntos, no confirmados, de Europa. Los aviones, cazas polivalentes F-16, sufrieron cristalización de minerales en el interior de los motores, aunque todos pudieron aterrizar sin problemas en sus bases.
El 20 de abril se abrió el espacio aéreo de la mayor parte de Europa, quedando restringido en Dinamarca, Suecia e Irlanda, hasta la fecha se habían cancelado 95 000 vuelos en el continente. Ese mismo día el ejército finés hizo públicas las fotográfias de los daños producidos por la nube de ceniza en aviones cazas polivalentes F-18 que realizaron un vuelo de prueba el jueves 15 de abril.
Durante los días siguiente se restableció el tráfico aéreo en Europa y se analizaron sus efectos. La Unión Europea detectó errores en los mecanismos de coordinación y emergencia por lo que se celebraron encuentros para solucionarlos. Así es como se inició el proyecto de espacio aéreo comunitario.
El 4 de mayo se produjo un cambio en la dirección del viento que llevó la nube de ceniza hacia el sur afectando, con restricciones y cierre de aeropuertos, al tráfico aéreo de Irlanda y Reino Unido. Se esperaba que la nube alcanzase la costa oeste de Francia y el norte de España durante la siguiente noche.
La composición de la ceniza fue la siguiente:

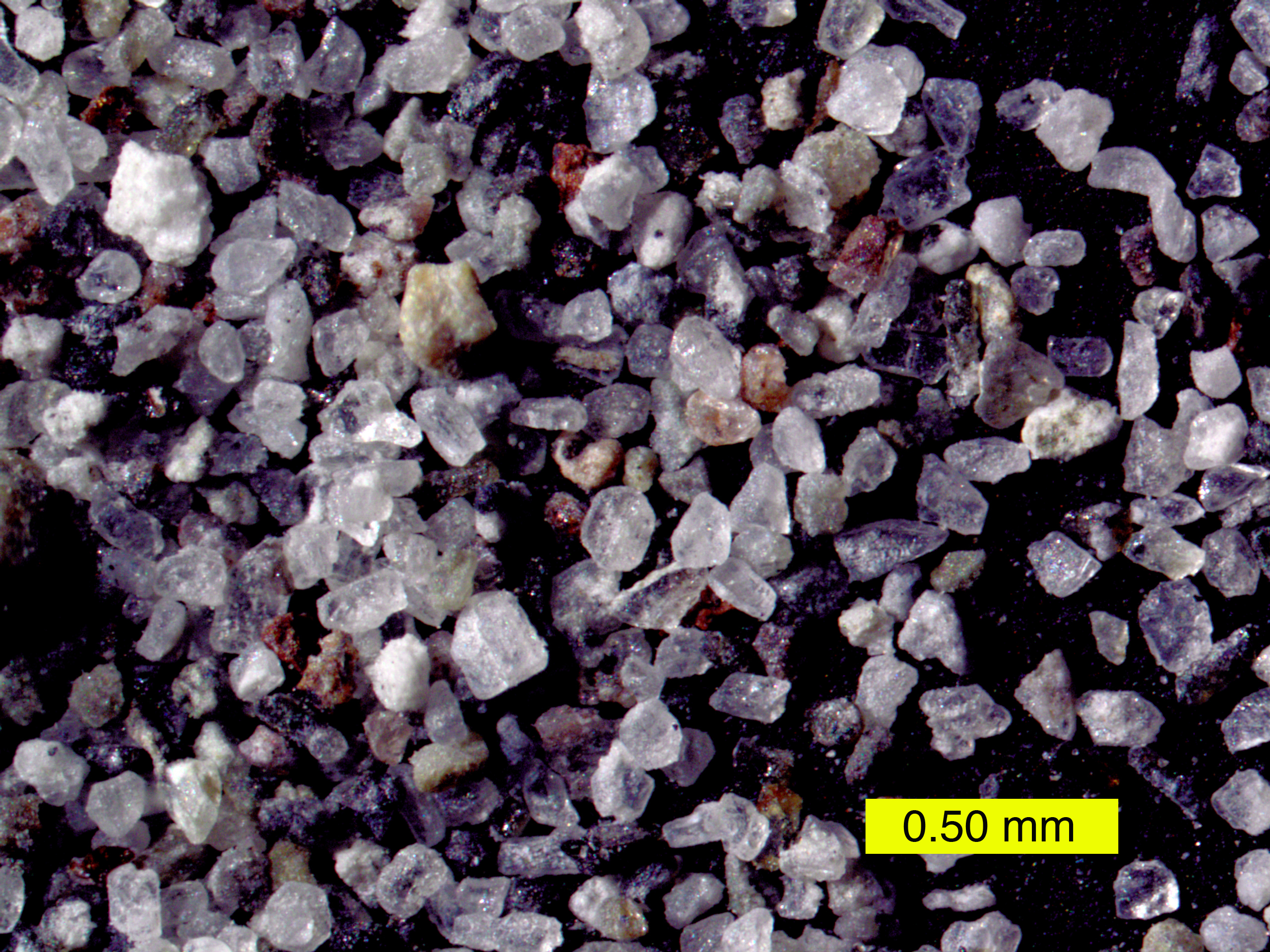
Ejemplo de ceniza volcánica.

- Elementos mayores (% en peso)
  - SiO2: 57,96
  - Al2O3: 15,54
  - FeO: 9,23
  - MnO: 0,25
  - MgO: 2,44
  - CaO: 5,38
  - Na2O: 5,20
  - K2O: 1,75
  - TiO2: 1,55
  - P2O5: 0,52

- Trazas (ppm)
  - Ba: 421
  - Co: 29
  - Cr: 48
  - Cu: 34
  - La: 45
  - Ni: 23
  - Sc: 18
  - Sr: 314
  - V: 90
  - Y: 80
  - Zn: 166
  - Zr: 481

Composición de la roca ígnea formada (% en peso)
- SiO2: 46,99
- Al2O3: 15,91
- FeO: 12,12
- MnO: 0,19
- MgO: 6,55
- CaO: 10,28
- Na2O: 3,11
- K2O: 0,71
- TiO2: 3,32
- P2O5: 0,64

## Efectos sobre el clima
Si la nube de cenizas hubiera alcanzado la estratosfera, podría haberse producido un descenso de la temperatura global, ya que las cenizas reflejarían la radiación solar, al igual que sucedió en 1992 tras la erupción del monte Pinatubo en Filipinas. 
Si las emisiones continúan un tiempo suficiente como para que las partículas en suspensión lleguen a interferir con el ingreso de la radiación solar, es posible un enfriamiento del clima. Además la notable disminución del tráfico aéreo ocasionó una reducción en las emisiones de gases de efecto invernadero de aproximadamente de 2,8 millones de toneladas de dióxido de carbono (CO2).

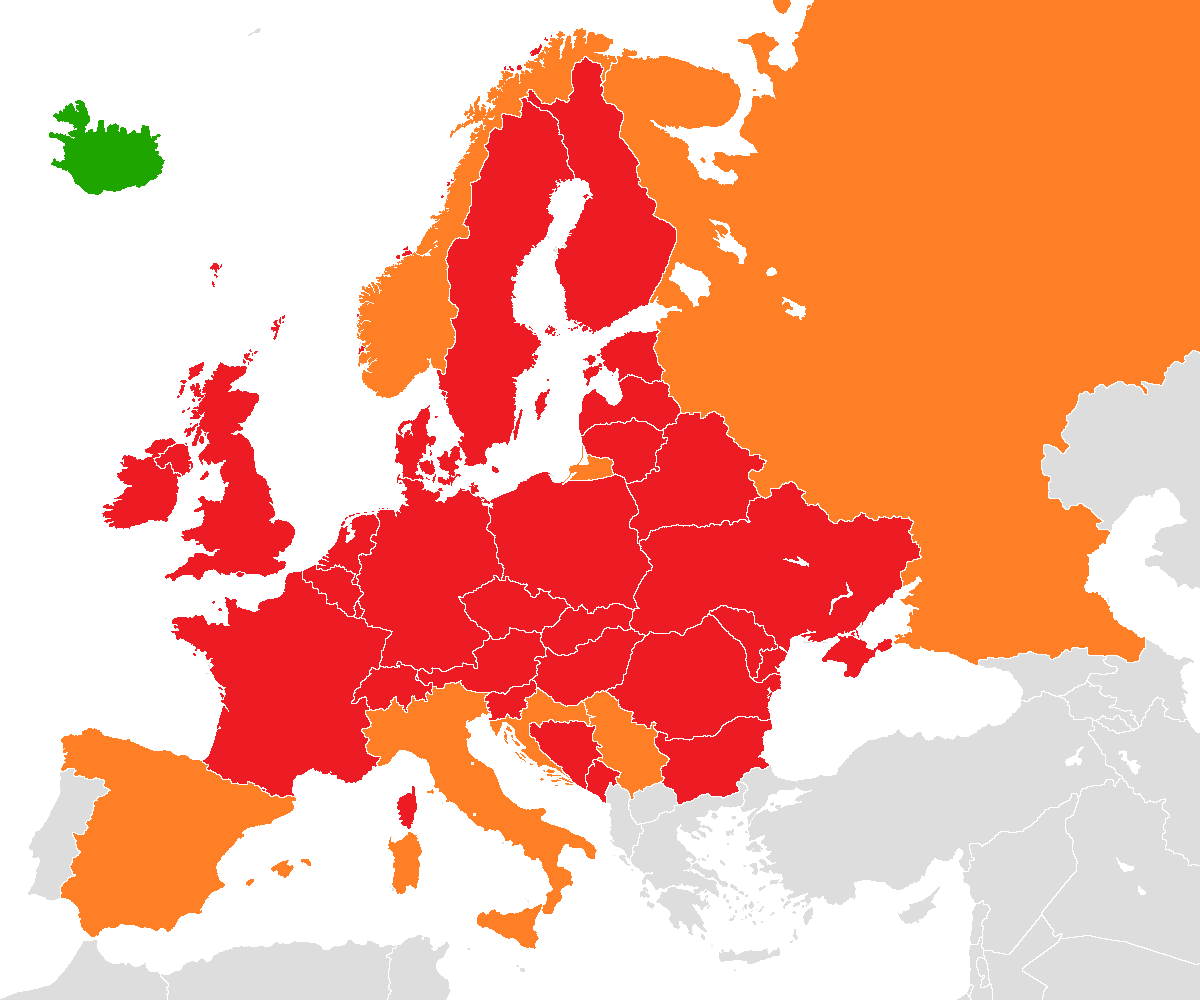
Espacio aéreo cerrado en Europa totalmente (rojo) / parcialmente (naranja) el 18 de abril de 2010.

## Efectos económicos
Las aerolíneas calcularon que la nube volcánica canceló más de 100 000 vuelos y afectó a 10 millones de pasajeros, aunque otras fuentes elevan mucho esa cifra. Decenas de miles de pasajeros quedaron atrapados por motivos laborales o personales lejos de sus casas y las posibilidades de viajar por otros medios —carretera, ferrocarril, barco— se agotaron a gran velocidad. 
El tráfico entre Europa y el resto de continentes llegó a ser mínimo. Los daños económicos, en una época de crisis, fueron importantes: sólo el turismo español perdió 252 millones de euros y las aerolíneas aseguraban haber perdido 1.264 millones de euros.